# ورنتهام، سافک
ورنتهام (به انگلیسی: Wrentham) یک روستا و محله مدنی در بریتانیا است که در وینوی واقع شده‌است. ورنتهام ۹۶۶ نفر جمعیت دارد.